# Moorkop
Il moorkop (pl. moorkoppen) è un dolce tradizionale della cucina olandese.

## Etimologia e storia
La parola olandese "moor" deriva dal latino "maurus", che indica un abitante dell'Africa nord-occidentale, mentre "kop" significa "testa". Pertanto, il termine moorkop significa "testa di moro". Il termine moorkop in riferimento a un dolce apparve per la prima volta nel 1921 in un annuncio di una pasticceria. Il termine fu usato nuovamente in un'altra pubblicità del giornale Voorwaarts del 1926. Nonostante ciò, Van der Sijs asserì che il lemma moorkop in ambito gastronomico sarebbe stato usato per la prima volta nel 1937.
All'inizio di febbraio 2020, un fornaio di Monster (Paesi Bassi) cambiò il nome del dolce perché riteneva razzista il termine "testa di moro". Il giorno seguente, anche la catena di grandi magazzini HEMA annunciò che avrebbe cambiato il nome dei suoi moorkop a partire dal 30 marzo 2020. Secondo quanto dichiararono i proprietari dell'azienda olandese, la parola moorkop "non si adatta più allo spirito dei tempi".

## Caratteristiche
Il moorkop è un profiterole ricoperto di glassa al cioccolato e con un cuore di panna montata. Sulla sommità del dolce è presente altra panna (che dovrebbe rievocare un turbante moresco) e, facoltativamente, una fetta di mandarino o di ananas. Il moorkop non va confuso con il bossche bol (dolce simile al profiterole), che non ha la panna montata sulla parte superiore ed è rivestito da cioccolato di copertura al posto della glassa di cacao.